# Javi Martínez
Javier "Javi" Martínez Aginaga [ˈxaßi marˈtineθ aɣiˈnaɣa] (* 2. září 1988 Estella-Lizarra) je španělský profesionální fotbalista a bývalý reprezentant, který hraje na pozici defensivního záložníka nebo středního obránce za katarský klub Qatar SC.

## Klubová kariéra
Do Athleticu Bilbao přišel v roce 2006, před jeho 18. narozeninami. Objevil se v 251 oficiálních zápasech v průběhu šesti sezón.

### FC Bayern Mnichov
24. listopadu 2012 vsítil gól proti Hannoveru 96, čímž přispěl k výraznému vítězství Bayernu 5:0. S klubem slavil v sezóně zisk ligového titulu již 6 kol před koncem soutěže, ve 28. kole německé Bundesligy. V posledním kole Bundesligy 17. května 2013 vstřelil gól proti Borussii Mönchengladbach (výhra 4:3).
V prvním zápase semifinále Ligy mistrů 2012/13 23. dubna 2013 byl u výhry 4:0 nad Barcelonou, která byla dosud velmi suverénní. Javi odehrál stejně jako jeho spoluhráči velmi dobré utkání. Bayern si zajistil výbornou pozici do odvety, kterou ovládl poměrem 3:0 a postoupil do finále. V něm 25. května ve Wembley proti Borussii Dortmund nastoupil v základní sestavě, Bayern zvítězil 2:1 a získal nejprestižnější pohár v evropském fotbale. Ve finále DFB-Pokalu 1. června 2013 porazil Bayern s Martínezem v sestavě VfB Stuttgart 3:2 a získal tak treble (tzn. vyhrál dvě hlavní domácí soutěže plus titul v Lize mistrů resp. PMEZ) jako sedmý evropský klub v historii.
S Bayernem vyhrál v prosinci 2013 i Mistrovství světa klubů v Maroku, kde Bayern porazil ve finále domácí tým Raja Casablanca 2:0.

## Reprezentační kariéra

### Mládežnické reprezentace
Martínez působil v mládežnických reprezentacích Španělska.

S týmem do 21 let vyhrál roku 2011 Mistrovství Evropy U21 v Dánsku, když Španělé zvítězili ve finále nad Švýcarskem 2:0. V týmu byl kapitánem. 

V létě 2012 byl zařazen na soupisku španělského výběru do 23 let pro Letní olympijské hry 2012 v Londýně. Španělsko (které mělo na soupisce i hráče z A-mužstva) zde bylo po vítězství na EURU 2012 největším favoritem, ale po dvou prohrách 0:1 (s Japonskem a Hondurasem) a jedné remíze s Marokem (0:0) vypadlo překvapivě již v základní skupině D.

### A-mužstvo
V A-mužstvu Španělska přezdívaném La Furia Roja debutoval 29. 5. 2010 v rakouském Innsbrucku v přátelském zápase proti týmu Saúdské Arábie (výhra 3:2).
Se španělskou reprezentací triumfoval na Mistrovství světa 2010 v Jihoafrické republice a na Mistrovství Evropy 2012 v Polsku a na Ukrajině.

Trenér Vicente del Bosque jej vzal na Mistrovství světa 2014 v Brazílii, kde Španělé jakožto obhájci titulu vypadli po dvou porážkách a jedné výhře již v základní skupině B.

## Úspěchy

### Klubové
Athletic Bilbao
- Evropská liga UEFA: finalista 2011/12
- Copa del Rey: finalista 2008/09, 2011/12
- Supercopa de España: finalista 2009

FC Bayern Mnichov
- 2× vítěz německé Bundesligy (2012/13, 2013/14)
- 1× vítěz Ligy mistrů (2012/13)
- 1× vítěz DFB-Pokalu (2012/13)
- 1× vítěz Superpoháru UEFA (2013)

### Reprezentační
Španělsko U19
- Mistrovství Evropy ve fotbale hráčů do 19 let: 2007

Španělsko U21
- Mistrovství Evropy ve fotbale hráčů do 21 let: 2011

Španělsko
- Mistrovství světa: 2010
- Mistrovství Evropy: 2012

### Individuální

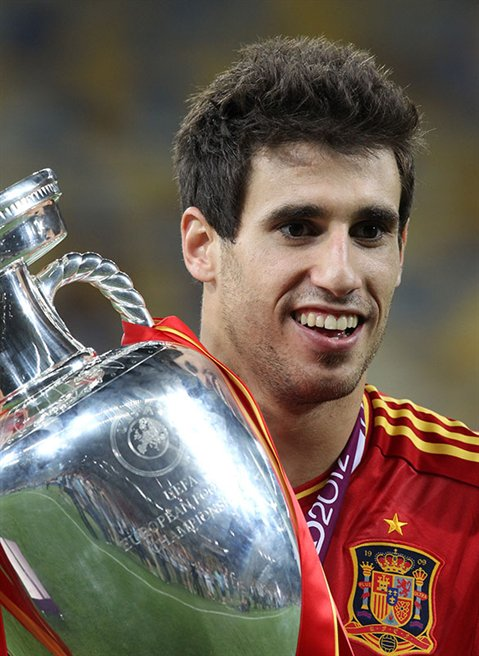
Javi Martínez s trofejí pro vítěze Mistrovství Evropy 2012

- La Liga: hráč roku 2010